# Johann Michael Fischer (sculpteur)
Pour l’article homonyme, voir Johann Michael Fischer.
Johann Michael Fischer, né à Veitshöchheim en principauté épiscopale de Wurtzbourg en 1717 et mort en 1801 à Dilingen en principauté épiscopale d'Augsbourg, est un sculpteur allemand de l'ère du rococo. Il ne doit pas être confondu avec Johann Michael Fischer (1692-1766), architecte bavarois baroque.
Fischer est l'élève de Johann Wolfgang von der Auwera à Wurtzbourg. Il épouse en 1746 la fille du sculpteur Stephan Luidl, mort en 1736 et prend la suite de son atelier à son mariage. C'est un sculpteur majeur de l'art religieux des États du prince-évêque d'Augsbourg. Les jésuites lui commandent la décoration de leur église de Dillingen.

## Quelques œuvres
- Autel de la Croix de l'abbaye bénédictine de Mönchsdeggingen (Mönchsdeggingen), 1747
- Autel de la chapelle de la Sainte-Croix de Steinheim an der Donau, 1750
- Autels et chaire de l'église de l'Assomption (Dillingen), 1755-1760
- Intérieur de l'abbaye de Bergen à Bergen bei Neuburg, 1758-1760
- Autels latéraux de l'église Saint-Michel de Violau, 1760-1763
- Maître-autel de l'église Notre-Dame-des-Victoires d'Ingolstadt, 1763
- Maître-autel et deux autels latéraux de l'abbatiale de l'abbaye de Schöntal, 1773
- Maître-autel de l'église de la Purification-de-la-Vierge de Steinheim, 1776-1777
- Maître-autel de l'église d'Oberndorf, 1781
- Autels de l'abbaye d'Elchingen, 1774 et 1785-1786

## Illustrations

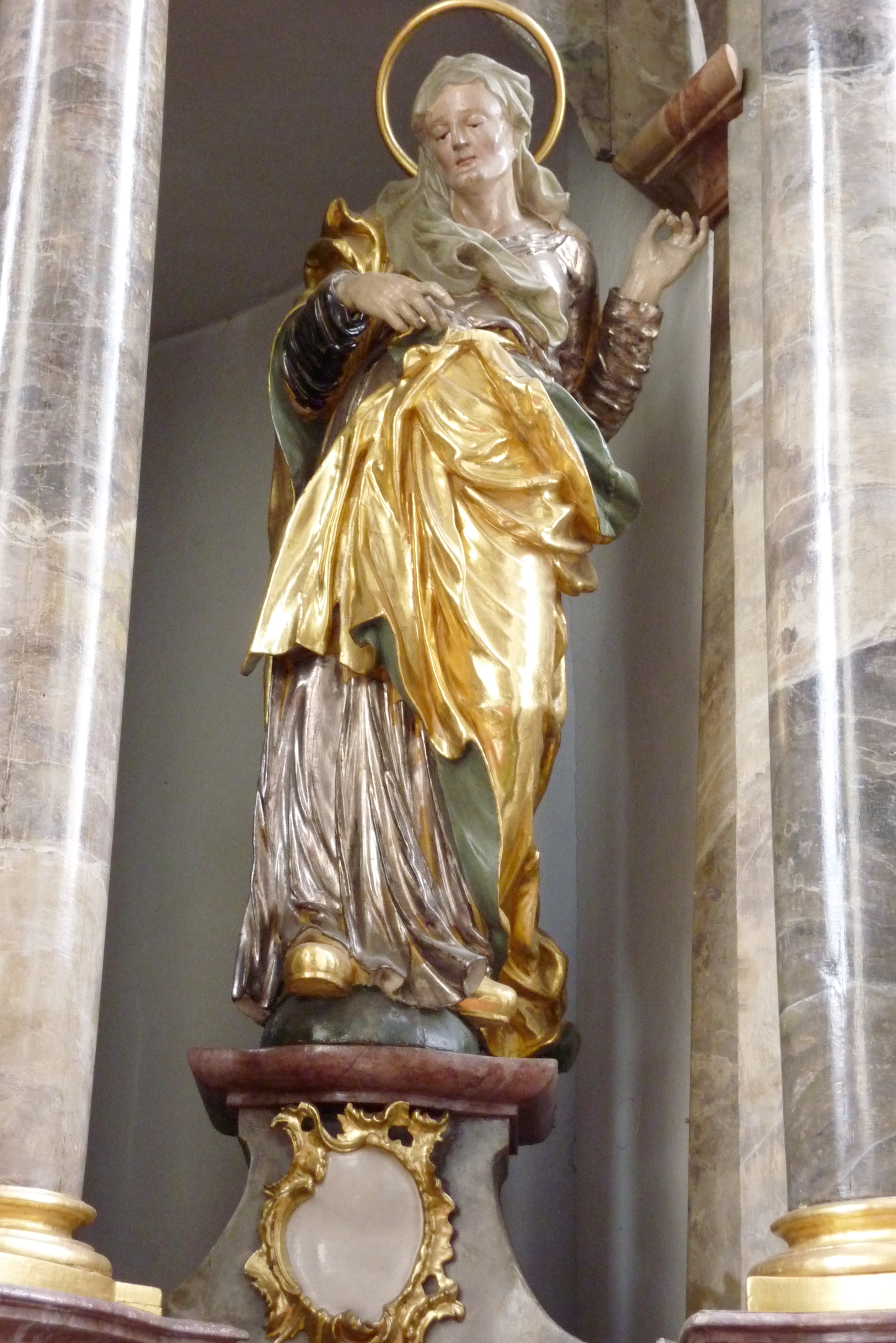
Sculpture de sainte Anne (église Notre-Dame de Kicklingen)
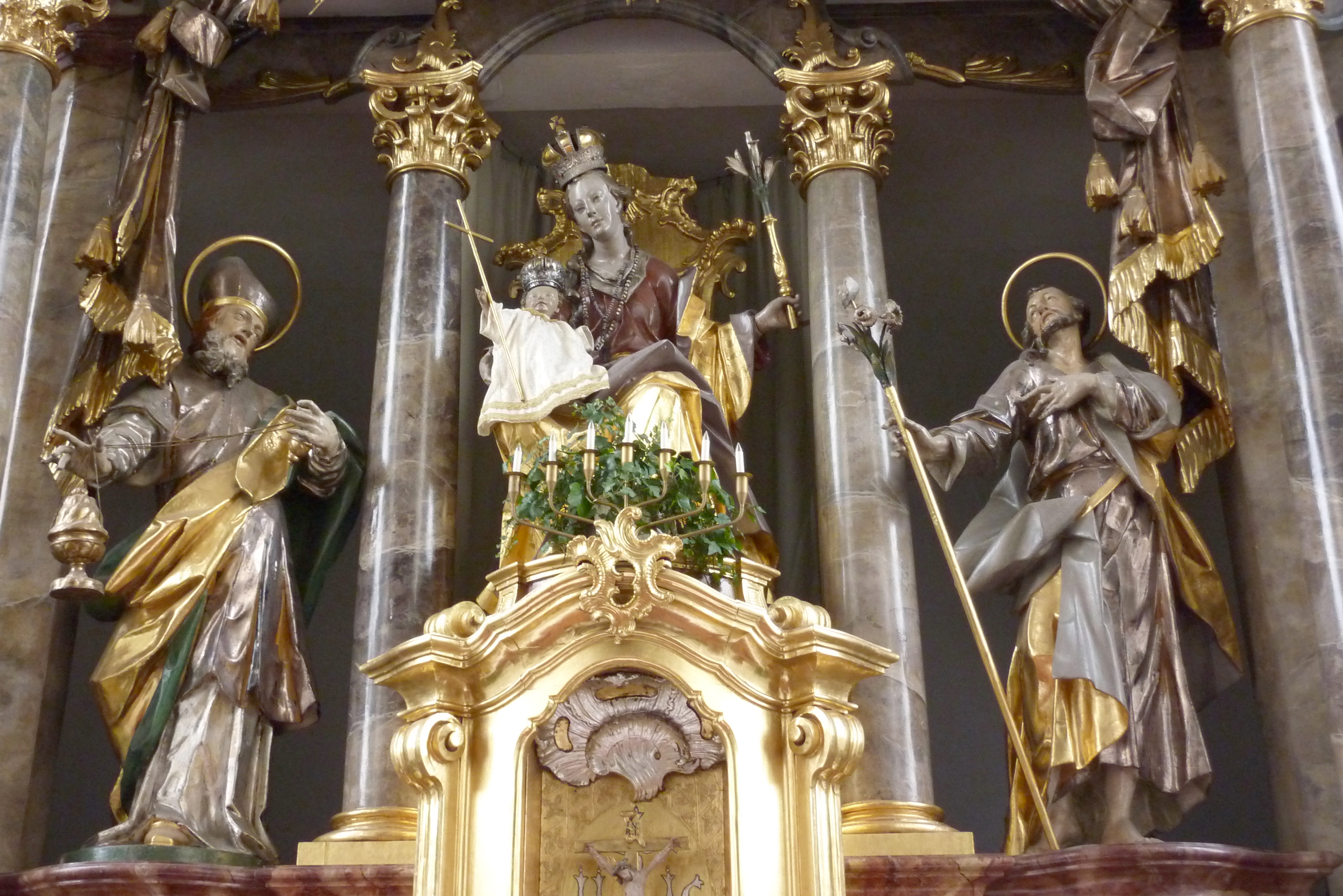
Sculptures de l'autel de l'église ND de Kicklingen (Zacharie, la Vierge à l'Enfant, saint Joseph)
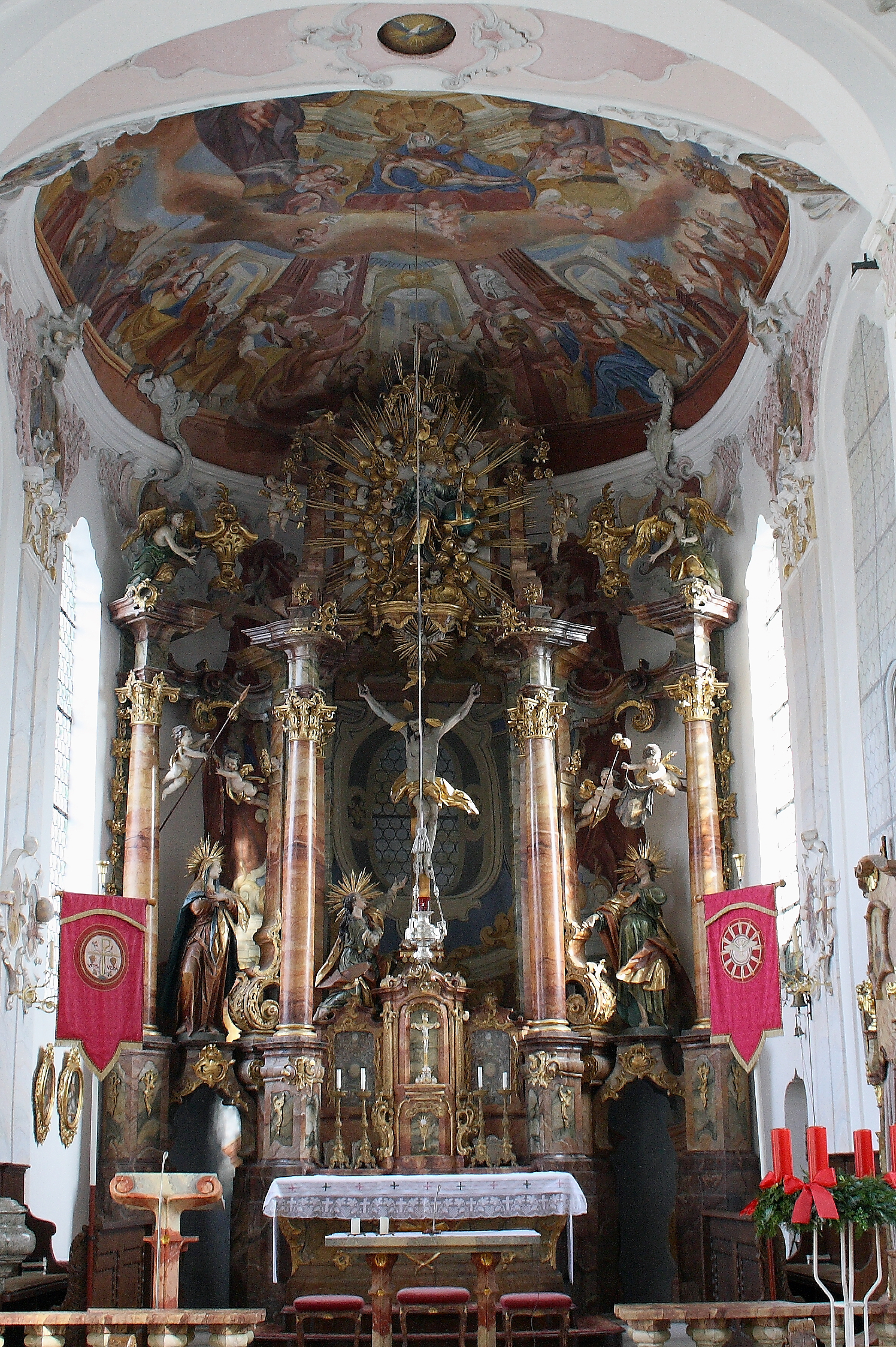
Maître-autel de l'église ND-des-Douleurs de Waldkirch, Winterbach (Souabe)
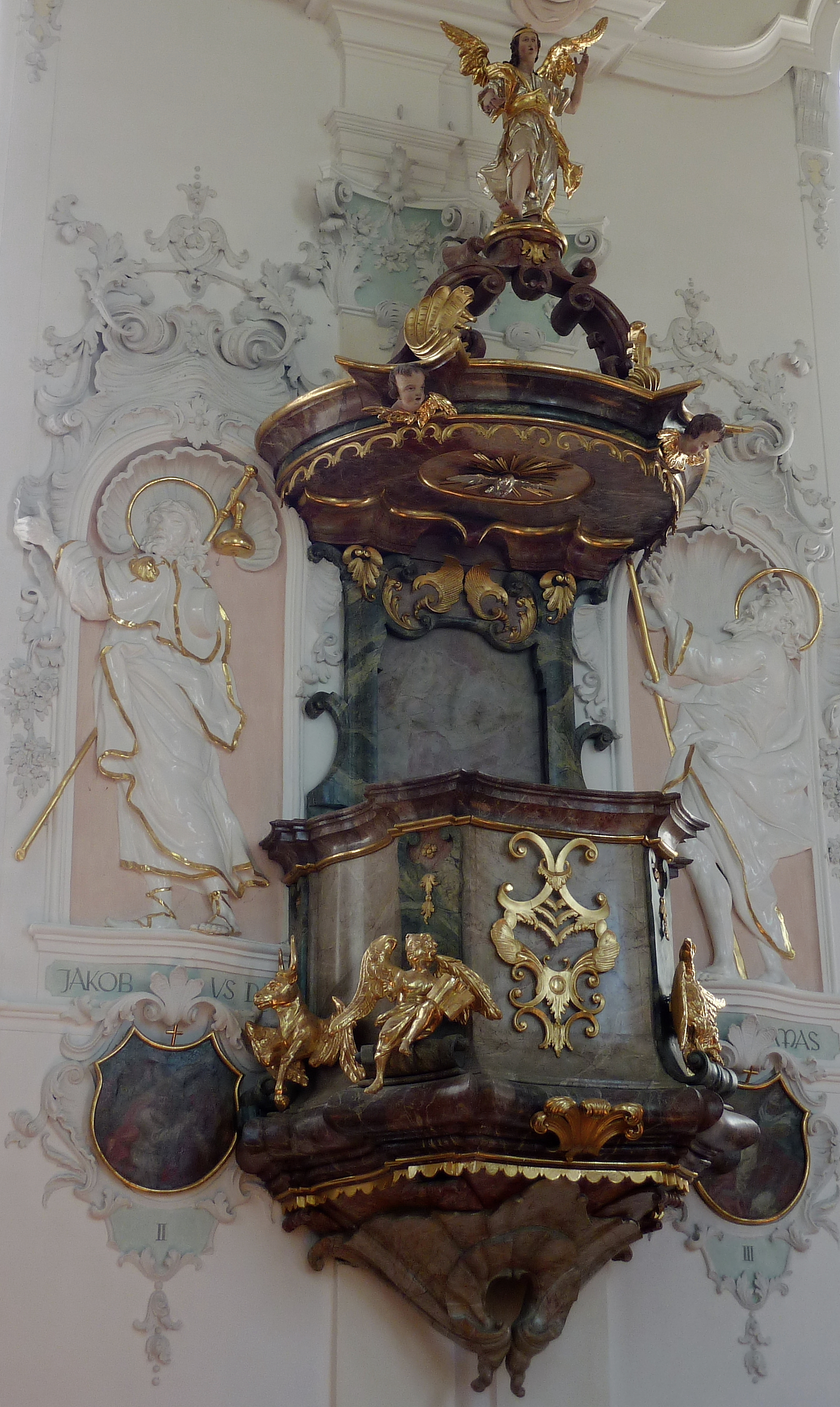
Chaire de l'église Saint-Georges de Westendorf
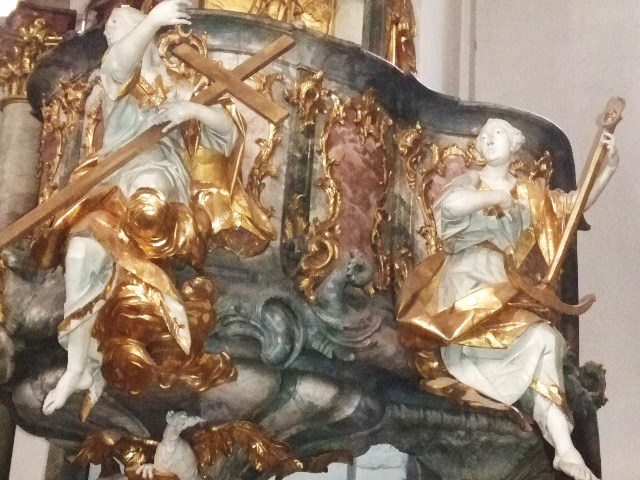
Détail de la chaire de l'église de l'Assomption (Dillingen)

## Source
- (de) Cet article est partiellement ou en totalité issu de l’article de Wikipédia en allemand intitulé « Johann Michael Fischer (Bildhauer) » (voir la liste des auteurs).